# Gorod
Gorod es una banda de Death metal técnico originaria de Francia.
Se formó en 1997 bajo el nombre de Gorgasm, lanzando su álbum debut Neurotripsicks en Deadsun Records en 2004. Cambiaron su nombre a Gorod en 2005 para evitar la confusión con un grupo estadounidense también llamado Gorgasm, volviendo a publicar su álbum de debut en Willowtip Records en 2005. 
Desde el cambio de nombre, Gorod han publicado dos álbumes de estudio más, siendo el más reciente Process Of A New Decline, lanzado en Europa el 2 de junio de 2009. Gorod han disfrutado de una popularidad cada vez mayor desde su creación, participa en el Maryland Deathfest en Estados Unidos

## Miembros Activos
- Julien Deyres - voz
- Arnaud Pontaco - guitarra
- Mathieu Pascal - guitarra
- Benoit Claus - bajo
- Samuel Santiago - batería

## Miembros Pasados
- Guillaume Martinot - Voz
- Nico - Guitarra
- Sandrine - Batería

## Discografía
- Neurotripsicks (2005)
- Leading Vision (2006)
- Process of a New Decline (2009)
- A Perfect Absolution (2012)
- A Maze of Recycled Creed (2015)
- Æthra (2018)
- The Orb (2023)